# Main Event der World Series of Poker 1993
Das Main Event der World Series of Poker 1993 war das Hauptturnier der 24. Austragung der Poker-Weltmeisterschaft in Las Vegas.

## Turnierstruktur
Das Hauptturnier der World Series of Poker in No Limit Hold’em startete am 10. Mai und endete mit dem Finaltisch am 14. Mai 1993. Ausgetragen wurde das Turnier im Binion’s Horseshoe in Las Vegas. Die insgesamt 220 Teilnehmer mussten ein Buy-in von je 10.000 US-Dollar zahlen, für sie gab es 27 bezahlte Plätze. Beste Frau war Marsha Waggoner, die den 19. Platz für 12.000 Dollar belegte.

## Finaltisch

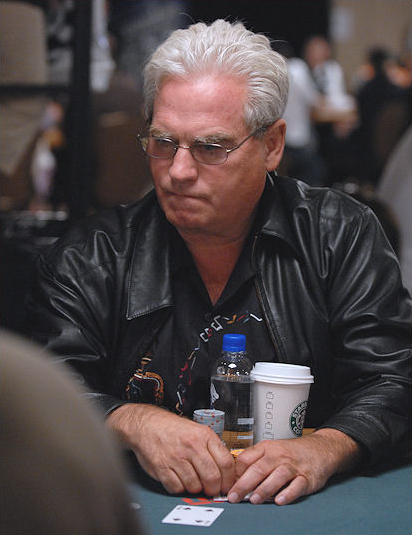
Jim Bechtel (2008)

Der Finaltisch wurde am 14. Mai 1993 ausgespielt. In der finalen Hand gewann Bechtel mit J♣ 6♥ gegen Cozen mit 7♠ 4♦.
| Platz | Herkunft               | Spieler          | Preisgeld (in $) |
| ----- | ---------------------- | ---------------- | ---------------- |
| 1     | Vereinigte Staaten     | Jim Bechtel      | 1.000.000        |
| 2     | Vereinigte Staaten     | Glenn Cozen      | 0.420.000        |
| 3     | Vereinigte Staaten     | John Bonetti     | 0.210.000        |
| 4     | Vereinigtes Konigreich | Mansour Matloubi | 0.120.000        |
| 5     | Vereinigte Staaten     | Thomas Chung     | 0.072.000        |
| 6     | Vereinigtes Konigreich | Mike Cowley      | 0.036.000        |